# La Bajon
Pour les articles homonymes, voir Bajon.
Anne-Sophie Bajon, dite La Bajon, est une comédienne, auteure et humoriste française, née le 27 juin 1978 à Yerres (Essonne).

## Biographie

### Enfance et formation
Née avec le prénom Souad Yasmina puis rebaptisée lorsqu'elle est adoptée à l'âge de 3 mois,, Anne-Sophie Bajon grandit à Yerres, en banlieue parisienne.
Adolescente, elle intègre une troupe de théâtre dans laquelle elle pratique l'improvisation et suit un des stages de Jack Waltzer (en)[source secondaire nécessaire]. Elle donne une de ses premières représentations à 15 ans, au lycée Saint-Pierre de Brunoy, dans l'Essonne.
Après l'obtention d'un BTS tourisme, elle se forme au cours Simon.

### Carrière

#### Débuts
Enchaînant des séries d'auditions qui se soldent par des échecs, des petits emplois et le chômage,, elle co-crée, avec l'humoriste Martin Darondeau, une web-série humoristique intitulée Souad fait le bilan, mettant en scène les tracas de la vie de couple, puis une chronique, Souad TV, offrant une vision personnelle de l’actualité. C'est pour ce spectacle[Lequel ?] qu'en 2014, elle figure parmi les finalistes du concours Les Impertinentes.
En 2010, elle joue dans une série de sketchs pour l’émission télévisée Le Soiring diffusée sur France 2 et décide de quitter son travail d'assistante polyvalente pour se lancer dans l’écriture de son one-woman-show, intitulé Ça va piquer.
En décembre 2011, elle fait la première partie de Jérôme Daran à Bobino.
En 2012, elle joue au Point-Virgule après avoir été repérée par la directrice artistique,.
D'octobre 2012 à mai 2013, elle est à l'affiche du spectacle Les Wanted aux côtés de Julie Villers, Marie Lanchas et Carole Guisnel au Théâtre du Point-Virgule[source insuffisante]. 20 Minutes qualifie à l'époque son humour de « politiquement incorrect » avec un ton gouailleur.

#### Révélation
Elle rencontre en 2014 son coauteur Vincent Leroy.
En 2017, elle voit sa notoriété augmenter après une vidéo YouTube dans laquelle elle incarne l'avocate fictive de Penelope Fillon,,. L'année suivante, elle parodie le film Braveheart en lien avec l'actualité du mouvement des Gilets jaunes. Ses contenus sont massivement visionnés sur les réseaux sociaux,. Dans ce contexte, certains la comparent à Coluche tout en notant des « accents poujadistes » selon LCI,. Si Paris Match relève son sens de la répartie, a contrario, Le Figaro fustige sa vidéo Trésor Public en considérant que le discours tenu par l'humoriste s'agissant de la société française rappelle, en partie, celui du Rassemblement national. Fin 2018, ses vidéos YouTube totalisent plus de 100 millions de vues.
En 2019, elle joue au Casino de Paris son spectacle Vous couperez.

#### Sources d'inspiration et style
L'actualité et les faits de société sont ses principales sources d'inspiration,. Ses précédentes expériences professionnelles teintées, selon ses mots de « mépris de classe », bien qu'elle elle-même issue d'une classe aisée, seraient l'une des raisons de son humour en forme d’« exutoire ».
Utilisant l'humour noir, la provocation, et la satire, elle affirme dénoncer en particulier les injustices sociales,.

#### Personnages
Avec des personnages ayant pour trait commun la dénonciation des élites,, elle a autour d'elle une communauté de fans issus des classes populaires.
Le succès de ses vidéos YouTube repose, en grande partie, sur la création de personnages en lien direct avec l'actualité, :
- l'avocate, son personnage phare, qui défend Penelope Fillon, Nicolas Sarkozy et Emmanuel Macron ;
- des personnages proches du monde politique : une députée à l'Assemblée nationale, une assistante de Marine Le Pen, une femme de ménage de l'Élysée, un médecin de Jacques Chirac ou encore la nouvelle garde du corps du président de la République ;
- des métiers représentés en fonction des événements médiatiques : la factrice, la cheffe de chantier, la cheminote, la banquière, la professeure de français ;
- des personnages en lien avec la religion, comme la Mère Noël ou sœur Marie La Bajon ;
- les pouvoirs publics comme le système de santé[31] ;
- des personnages qui dénoncent les abus économiques : la plus riche héritière et le Trésor public.

Ses vidéos tendent à susciter le doute entre ses personnages et sa personnalité lors des interviews, lorsqu'elle joue notamment le rôle d'une schizophrène échappée de l'hôpital psychiatrique pour arriver sur scène.

## Théâtre
Sauf indication contraire ou complémentaire, les informations mentionnées dans cette section peuvent être confirmées par la base de données Les Archives du spectacle.

### Spectacles d'humour
- 2012 : Ça va piquer, mise en scène de Caroline Cichoz ; auteurs Martin Darondeau, Caroline Chichoz et Anne-Sophie Bajon, théatre La Cible (Paris).
- 2018 à 2020 : Vous couperez (tournée France)[33],[34]. Auteurs et mise en scène : Vincent Leroy et Anne-Sophie Bajon.
- 2022 : L'Extraterrienne, auteurs et mise en scène de Vincent Leroy et Anne-Sophie Bajon.

### Pièces
- 2012-2013 : Les Wanted, Théâtre du Point-Virgule
- Prête-moi ta femme[Quand ?] écrite par Sacha Judaszko et Vincent Leroy, Anne-Sophie Bajon joue un des 3 rôles principaux : Léa ; Théâtre des Feux de la rampe - Paris.
- Faites l'amour pas des gosses[Quand ?] écrite par Sacha Judasko et Sophie Depooter ; Théâtre Palace - Avignon.

## Médias

### Vidéos web
Elle a notamment publié : 
| Production audiovisuelle 2017 - Facteur La Bajon - Avocate de Penelope Fillon - La Banquière d'Emmanuel Macron - Marine Le Pen prend la fuite - La Femme de ménage de l'Élysée - L'Avocate à Avignon - La Prof de français - Directrice d'une grand enseigne - Productrice de cinéma - Merci ! (Best of 2017) | Production audiovisuelle 2018 - La Riche Héritière - Avocate de Nicolas Sarkozy - Cheminot - Députée - Garde du corps - Trésor public - Avocate d'Emmanuel Macron - Mère Noël - Best of 2018 | Production audiovisuelle 2019 - La Santé - Spationaute - L'Avocate en vacances - Experte de l'info - Fan de Patrick Balkany - Valls Academy | Production audiovisuelle 2020 - Avocate du système - Télé-spectacle en confinement - L'Ordure du déconfinement - La Bajon a attrapé le coronavirus - Conseiller scientifique - L'Ordure du reconfinement – Saison 2* - Best of 2020 |

| Production audiovisuelle 2021 - Maman - Pilote - Apôtre d'Éric Zemmour |

### Émissions de télévision
- 2012 : On n'demande qu'à en rire

| 1 | La Boîte à bébés pour les abandons en Belgique | 5 décembre 2012 | 62   |
| 2 | Le Réhaussement du postérieur à la mode ?      | 7 janvier 2013  | buzz |

- 2016 : chroniqueuse dans Le Grand 8 de Laurence Ferrari[37].

### Radio
Depuis 2014, La Bajon est une chroniqueuse humoristique régulière sur Rire et Chansons.
A la rentrée 2024, La Bajon tient une chronique hebdomadaire dans le nouveau jeu de France Bleu "Au Taquet !" animé par Valérie Damidot et Eric Bastien.

## Publication
- Vous n'y couperez pas : la meilleure défense, c'est l'humour, co-écrit avec Vincent Leroy, illustrations Dadou, Paris, 2021, Le Cherche midi, 266 p.  (ISBN 978-2-7491-6855-5)

## Distinction
- Festival de Puy-Saint-Vincent 2014 : Prix du public[réf. nécessaire]